# John Geoghan
John Joseph Geoghan (1935-2003) est un prêtre américain qui a travaillé dans six paroisses différentes dans la région de Boston pendant 30 ans. Agresseur sexuel d'enfants en série, 150 garçons l'ont accusé d'abus sexuels.
En janvier 2002, il est condamné à « neuf à dix ans » de prison pour avoir abusé sexuellement d'un enfant de 10 ans en 1991. John Geoghan est assassiné en août 2003 par un codétenu néonazi.

## Biographie
John Geoghan est né le 4 juin 1935 dans une famille catholique d'origine irlandaise à Boston. Quand son père meurt en 1940, il est recueilli et élevé par son oncle maternel Mark Keohane, prêtre de l'archidiocèse de Boston.
En 1991, il a été poursuivi pour agression sexuelle à l'encontre d'un enfant de 10 ans, il est renvoyé de l'Église catholique en 1998.
En janvier 2002, John Geoghan est condamné à « neuf à dix ans » de prison pour avoir abusé sexuellement d'un enfant de 10 ans dans une piscine en 1991. Ultérieurement, l'archidiocèse de Boston a validé un accord financier de 10 millions de dollars avec 86 autres victimes alléguées. Le cardinal Bernard Law, archevêque de Boston, comparait le 8 mai 2002 dans le procès au civil de John Geoghan, pour expliquer son traitement de l'affaire.  Il est critiqué pour avoir déplacé le prêtre de paroisse en paroisse le laissant toujours en contact avec des enfants. 
Alors qu'il est enfermé dans la prison de Souza-Baranowski (en) à Lancaster dans le Massachusetts, John Geoghan est assassiné en août 2003 par Joseph Druce, un néonazi « haïssant les Noirs, les juifs et les homosexuels. » Pour la représentante de Voice of the Faithful : « C'est une issue vraiment sordide pour une histoire vraiment sordide ».